# Die ungeheuren bergehohen Wellen auf See
Die ungeheuren bergehohen Wellen auf See (Untertitel: Erzählungen aus der ersten Hälfte meines Landes) ist eine Sammlung von teils satirischen Erzählungen von Sarah Kirsch. Die Geschichten entstanden zwischen 1968 und 1972, der Band erschien 1973 im Eulenspiegel-Verlag. Dass er nicht, wie Kirschs andere Bücher, im Aufbau-Verlag erschien, sollte bewirken, dass die Zensur die Geschichten weniger ernst nahm und sie eher als humoristisch betrachtete.

## Titel der Erzählungen
- Merkwürdiges Beispiel weiblicher Entschlossenheit (1971)
- Die ungeheuren bergehohen Wellen auf See (1972)
- Scilla bifolia (1969)
- Der Schmied von Kosewalk (1970)
- Die helle Straße (1968)
- Blitz aus heiterem Himmel (1972)
- Ein anderes Leben (1969)

Eine Ausgabe des Zürcher Manesse Verlags von 1987 enthält außerdem die Geschichten Schweinfurter Grün oder Wir Privilegierten von 1973 und Jagdzeit von 1975, die in der DDR nicht erscheinen konnten, sowie ein Nachwort von Jens Jessen.

## Stil
Laut Jessen übe Kirsch indirekt Kritik an der Kunstdoktrin des Sozialistischen Realismus, indem sie dessen Forderungen übererfülle und damit deren Absurdität aufzeige.